# Serica ponderosa
Serica ponderosa är en skalbaggsart som beskrevs av Gilbert John Arrow 1946. Serica ponderosa ingår i släktet Serica och familjen Melolonthidae. Inga underarter finns listade i Catalogue of Life.